# Codex Ur-Nammu

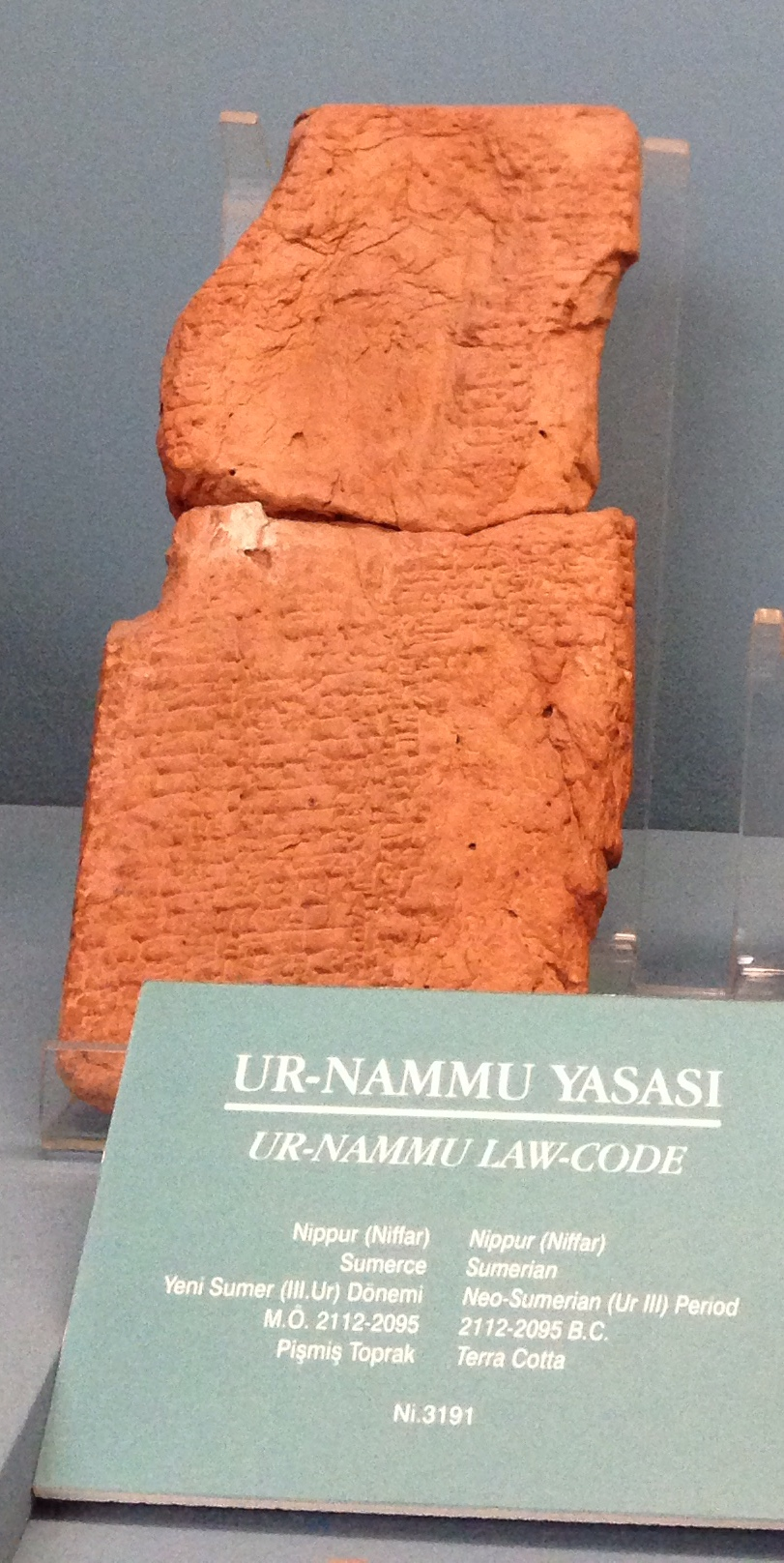
Fragment wetboek van Ur-Nammu, Archeologisch museum van Istanboel

De Codex Ur-Nammu of wetboek van Ur-Nammu, ca 2100–2050 v. Chr. is voor zover bekend de oudste overgebleven informatiedrager, in de vorm van kleitabletten met spijkerschrift, waar geldende wetgeving of rechtspraak is vastgelegd (gecodificeerd). De teksten zijn geschreven in de Sumerische taal van de 21e eeuw v.Chr.. Alhoewel in het voorwoord de tekst wordt toegeschreven aan koning Ur-Nammu van Ur, is men het er tegenwoordig over eens dat de oorsprong bij zijn zoon Shulgi gezocht moet worden.

## Beschrijving
Het eerste exemplaar van de kleitabletten, opgegraven omstreeks 1890 in twee fragmenten bij Nippur in Mesopotamië (tegenwoordig Irak), was opgeslagen in het archeologisch museum van Istanboel en daar ontdekt door de toenmalige curator Fritz Kraus, hoogleraar in Wenen, later professor aan de Universiteit Leiden. Kraus wees de Amerikaanse professor in assyriologie Samuel Kramer op de kleitabletten en deze interpreteerde en vertaalde de deels onleesbare teksten in 1952. Omdat de kleitabletten slechts gedeeltelijk bewaard zijn gebleven, beschikte men alleen over het voorwoord en vijf van de wetten. Later zijn andere tabletten gevonden in Ur en vertaald in 1965, waardoor zo'n 40 van de in totaal 57 vastgelegde wetteksten gereconstrueerd kunnen worden. Nog een andere kopie is gevonden in Sippar, welke lichte variaties laat zien.
Het is bekend dat er eerdere wetteksten bestonden, zoals de wetten van Uruinimgina van Lagash, waarvan de inhoud is af te leiden uit andere bewaarde teksten, maar de verzameling van Ur-Nammu is het vroegste nog overgebleven geschreven wetboek. De Codex Hammurabi uit Babylon is zo'n drie eeuwen later vastgelegd.
Uit de teksten is af te leiden dat koning en rechters niet van geval tot geval naar eigen inzicht beslisten, maar richtlijnen volgden en dat dezelfde soort gevallen een zelfde soort behandeling kregen. Een rechtsprincipe dat Nederland ook kent. De tekst beschrijft systematisch een reeks gevallen in de vorm "als - (vergrijp), dan - (straf)". Dit causale patroon wordt ook gevolgd in vele latere codificaties en leeft als case law voort in het angelsaksische recht. Voor de oudste nog overgebleven wettenverzameling is het wetboek van Ur-Nammu opmerkelijk geavanceerd, zo gold een boetesysteem van monetaire compensatie voor lichamelijke schade, waar latere rechtsystemen het ius talionis ("oog-om-oog") principe hanteren, zoals het Babylonisch recht en het recht dat wordt beschreven in de Bijbel. Echter, wie vergrijpen pleegde als moord, roof, overspel door een vrouw of verkrachting, riskeerde de doodstraf. Het recht zoals beschreven in de bijbel, maakt weer een onderscheid tussen schade aan personen of aan goederen.
De wettenverzameling geeft een beeld van de sociaal-economische structuur tijdens de "Sumerische Renaissance". Onder de lu-gal ("grote man" of koning), behoorden alle leden van de maatschappij tot een van twee standen: de "lu" of vrij persoon, en de slaven (mannelijk arad, vrouwelijk geme). De zoon van een lu werd een duma-nita genoemd totdat hij trouwde, waarna hij "jongeman" (gurus) werd. Een vrouw (munum) ging van dochter (dumu-mi) naar echtgenote (dam), en als zij haar man overleefde, een weduwe (nu-ma-su) die kon hertrouwen. Uit andere Sumerische kleitabletten is bekend dat er koninklijke rechters waren die oordeelden in zware gevallen en burgemeesters en raden van ouderen, die oordeelden in kleinere geschillen.

## Wetten
Typisch voor Mesopotamische wetten roept het voorwoord de godheden aan voor het koningschap van Ur-Nammu en verklaart "gelijkheid in het land".
"…nadat An en Enlil het koningschap van Ur hadden overgedragen aan Nanna, in die tijd was Ur-Nammu, zoon geboren van Ninsun, voor zijn geliefde moeder die hem droeg, in overeenstemming met zijn principes van gelijkheid en waarheid... Toen vestigde Ur-Nammu, de machtige kijger, koning van Ur, Koning van Sumer en Akkad, bij de macht van Nanna, heer van de stad, en in overeenstemming met het ware woord van Utu, gelijkheid in het land; hij verbande kwaadspraak, geweld en strijd, en stelde de maandelijkse kosten van de tempel op 90 gur gerst, 30 schapen en 30 sila boter. Hij schiep de bronzen sila-maat, standaardiseerde het één-mina gewicht en standaardiseerde het stenen gewicht van de zilveren shekel in relatie tot de mina... De wees was niet uitgeleverd aan de rijke man; de weduwe was niet uitgeleverd aan de machtige man; de man van een shekel was niet uitgeleverd aan de man van een mina."
Een mina (1/60 van een talent) werd gelijkgesteld met 70 shekels (1 shekel = 11 gram). Enkele van de overgebleven wetten:
- 1. Als een man moord pleegt, dan moet de man gedood worden
- 2. Als een man roof pleegt, dan moet de man gedood worden
- 3. Als een man een ontvoering pleegt, dan moet de man gevangengezet worden en 15 shekel zilver betalen
- 4. Als een slaaf trouwt met een slaaf, en de slaaf wordt vrij, dan mag deze zijn huis niet verlaten
- 5. Als een slaaf trouwt met een inheems (vrij) persoon, dan moet hij/zij de eerstgeborene geven aan zijn eigenaar
- 6. Als een man de rechten van een ander schendt en de maagdelijke vrouw van een jongeman ontmaagdt, dan zullen zij die man doden
- 7. Als de vrouw van een man een andere man achternaloopt en hij slaapt met haar, dan zullen zij de vrouw doden, maar de man zal vrijgelaten worden (in sommige vertalingen §4)
- 8. Als een man zich met geweld een weg baant en een maagdelijke slavin van een andere man ontmaagdt, dan moet die man vijf shekel zilver betalen
- 9. Als een man scheidt van zijn eerste vrouw, dan zal hij haar één mina zilver betalen
- 10. Als het een (voormalige) weduwe is waarvan hij scheidt, dan zal hij haar een half mina zilver betalen
- 11. Als de man slaapt met de weduwe zonder enig trouwakte, dan hoeft hij geen zilver te betalen
- 13. Als een man beschuldigd is van tovenarij dan moet hij de proeve van koud water ondergaan; als bewezen is dat hij onschuldig is, dan moet de aanklager drie shekel betalen
- 14. Als een man de vrouw van een man beschuldigt van overspel, en het rivieroordeel bewijst haar onschuld, dan moet de aanklager haar een derde mina zilver betalen
- 15. Als een toekomstig schoonzoon het huis binnenkomt van zijn toekomstig schoonvader, maar zijn schoonvader geeft later zijn dochter aan een andere man, dan zal de schoonvader het tweevoud van de bruidsgiften geven aan de afgewezen schoonzoon
- 17. Als een slaaf ontsnapt uit de stad, en iemand brengt hem terug, dan zal de eigenaar twee shekel betalen aan degene die hem terugbracht
- 18. Als een man het oog van een andere man uitslaat, dan zal hij ½ mina uitwegen
- 19. Als een man de voet van een andere man afsnijdt, dan moet hij 10 shekel betalen
- 20. Als een man, tijdens een handgemeen, een arm of been van een andere man met een knuppel slaat, dan zal hij een mina zilver betalen
- 21. Als iemand de neus van een andere man afsnijdt met een koperen mes, dan zal hij 2/3 mina zilver betalen
- 22. Als een man een tand van een andere man uitslaat, dan zal hij twee shekel zilver betalen
- 24. [...] Als hij geen slaaf heeft, dan moet hij 10 shekel zilver betalen. Als hij geen zilver heeft, dan moet hij andere zaken geven die hij toebehoren
- 25. Als een slavin van een man zich vergelijkt met haar meesteres, en brutaal tegen haar praat, dan zal haar mond gereinigd worden met 1 kwart zout.
- 28. Als een man verschijnt als getuige, en aangetoond wordt dat hij gelogen heeft, dan moet hij 15 shekel zilver betalen
- 29. Als een man verschijnt als getuige, maar zijn eed intrekt, dan moet hij zoveel betalen als de waarde van de aanklacht
- 30. Als een man heimelijk het land van een andere man bewerkt en hij maakt een bezwaar, dan is dit bezwaar te verwerpen en zal de man zijn onkosten verliezen
- 31. Als een man het land van een andere man overstroomt met water, dan zal hij drie kur gerst per iku land uitmeten
- 32. Als een man akkerland aan een ander laat voor landbouw, maar hij heeft niets verbouwd waardoor het in braakland verandert, dan zal hij drie kur gerst per iku land uitmeten.

## Verder lezen
- Claus Wilcke. "Der Kodex Urnamma (CU): Versuch einer Rekonstruktion.", 2002, ISBN 1575060612
- Martha T. Roth. "Law Collections from Mesopotamia and Asia Minor." Writings from the Ancient World, vol. 6. Society of Biblical Literature, 1995, ISBN 0788501046
- Kramer, Samuel Noah. The Sumerians: Their History, Culture and Character. Chicago, IL: University of Chicago Press, 1963. ISBN 0-226-45238-7 Online versie als pdf